# Atilano, presidente
Atilano, presidente es una película de comedia española dirigida por Santiago Aguilar y Luis Guridi (La Cuadrilla) estrenada en 1998.
El dúo La Cuadrilla completa su trilogía "España por la puerta de atrás" tras Justino, un asesino de la tercera edad y Matías, juez de línea, con esta sátira política que protagoniza Manuel Manquiña.

## Argumento
Atilano Bermejo es un pícaro funcionario de servicios funerarios que aprovecha los datos que tiene sobre personas fallecidas para estafar a la gente. Un día se ve envuelto en el timo de su vida: ser presidente del gobierno de España. Un grupo de banqueros que conoce su historial le propone presentarlo a las elecciones. El carisma de Atilano y su falta de inquietudes sociales le convierten en un candidato político idóneo para esos banqueros, que buscan una buena imagen pública tras la que esconderse y disfrazar sus ambiciones. Atilano resulta ser un peculiar político que, de un modo innovador, se propone combatir los problemas de corrupción que asolan a España.

## Reparto
- Manuel Manquiña como Atilano
- Ramón Barea como Ortega
- Laura Conejero como Sol
- Carlos Lucas como Marcelino
- Paco Maestre como El Maestro
- Saturnino García como El ahorcado
- José Alias como El Niño
- Luis Prendes como Don Aníbal
- Fernando Vivanco como Antunez
- María Isbert como Eloísa
- Florentino Soria como León
- Txema Blasco como Esteve
- Nacho Leonardi como Mingarro
- Luis Tosar como Cazorla
- Alicia Sánchez como La acupunturista
- Jesús Alcaide como el cura
- Carlos de Gabriel como el nomenclátor
- Manuel Millán Vázquez como Charly
- Juana Cordero como Simoneta
- Camilo Barbé como el primer ministro
- Antonio Durán "Morris" como El vocero de la policía
- Carmen Segarra como La presidenta de la mesa
- Brutus Pomeroy como el alcalde
- Marta Fernández-Muro como la moderadora de TV
- Concha Salinas como Margarita
- Nuria Sanz como Mercedes
- Ana Sáez como la florista
- Antonio Costafreda como el sexagenario espontáneo
- Víctor Coyote como El control de disturbios
- José Luis Torrijo como El municipal
- Miguel Vidal como Un curioso